# Thomas Buck Reed
Thomas Buck Reed, född 7 maj 1787 nära Lexington, Virginia (nuvarande Kentucky), död 26 november 1829 i Lexington, Kentucky, var en amerikansk politiker. Han representerade delstaten Mississippi i USA:s senat 1826-1827 och på nytt från 4 mars 1829 fram till sin död.
Reed studerade juridik och inledde 1808 sin karriär som advokat i Lexington. Han flyttade 1809 till Natchez.
Reed efterträdde 1826 Powhatan Ellis som senator för Mississippi. Han kandiderade följande år till omval men besegrades av företrädaren Ellis. Han efterträdde sedan Thomas Hill Williams som senator i mars 1829. Han avled senare samma år i ämbetet.
Reeds grav finns på Old Baptist Cemetery i Lexington.